# ستاره چاپله (استان اوپوله)
ستاره چاپله (به لهستانی: Stare Czaple) یک منطقهٔ مسکونی در لهستان است که در گمینا کلوچبورک واقع شده‌است.